# ミーシャ・テイト
ミーシャ・テイト（Miesha Tate、1986年8月18日 - ）は、アメリカ合衆国の女性総合格闘家。ワシントン州タコマ出身。エクストリーム・クートゥア所属。元UFC世界女子バンタム級王者。UFC世界女子バンタム級ランキング13位。元Strikeforce世界女子バンタム級王者。

## 来歴
ワシントン州タコマに生まれる。高校時代は男子レスリングチームで男子に混ざってトレーニングに励み、4年時にワシントン州女子王者になっている。セントラル・ワシントン大学に進学後、学校のMMAクラブでアマチュアMMAを始め、5勝1敗のアマチュア成績を上げて2007年にプロへ転向した。
2007年11月24日、プロデビュー。

### Strikeforce
2008年6月27日、Strikeforceデビュー。
2009年5月15日、Strikeforce Challengers 1でサラ・カフマンと対戦し、判定負け。
2010年3月26日、Strikeforce Challengers 7でゾイラ・フラウストと対戦し、腕ひしぎ十字固めで一本勝ち。
2010年8月13日、Strikeforce女子バンタム級トーナメント決勝で赤野仁美に3-0の判定勝ちを収め優勝を果たした。
2011年7月30日、Strikeforce女子バンタム級王者のマルース・クーネンに挑戦し、4R肩固めで一本勝ちを収め、王座獲得に成功した。
2012年3月3日、Strikeforce: Tate vs. RouseyでStrikeforce女子バンタム級王者としてロンダ・ラウジーの挑戦を受けるが、1R腕ひしぎ十字固めで肘を脱臼して敗れ、王座から陥落した。

### UFC
2013年4月13日、UFCデビュー戦となったThe Ultimate Fighter 17 Finaleで女子バンタム級ランキング4位のキャット・ジンガノと対戦し、試合開始からペースを握るも、3Rにパンチと膝蹴りの連打を浴びてレフェリーストップで逆転負けを喫し、The Ultimate Fighterのコーチ役とUFC女子世界バンタム級王者ロンダ・ラウジーへの挑戦権を逃した。しかし敗戦となったものの、ファイト・オブ・ザ・ナイトを受賞し、UFCでファイト・オブ・ザ・ナイトを受賞した初めての女子選手となった。
2013年5月28日、ジンガノが練習中に膝に大怪我を負い手術を受けて長期欠場となったため、テイトが代わりにThe Ultimate Fighterのコーチ役とUFC世界女子バンタム級王者ロンダ・ラウジーへの挑戦権を獲得した。
2013年9月、The Ultimate Fighterのシーズン18でロンダ・ラウジーとそれぞれのチームのコーチを務めた。
2013年12月28日、UFC 168でUFC世界女子バンタム級王者ロンダ・ラウジーに挑戦し、3R腕ひしぎ十字固めで敗れて王座獲得に失敗した。試合には敗れたものの、ファイト・オブ・ザ・ナイトを受賞した。
2014年4月19日、UFC on FOX 11で女子バンタム級ランキング7位のリズ・カムーシュと対戦し、判定勝ち。
2014年9月20日、日本で開催されたUFC Fight Night: Hunt vs. Nelsonで中井りんと対戦し、3-0の判定勝ち。
2015年1月31日、UFC 183で女子バンタム級ランキング3位のサラ・マクマンと対戦し、2-0の判定勝ち。
2015年7月25日、UFC on FOX 16のUFC世界女子バンタム級挑戦者決定戦で女子バンタム級5位のジェシカ・アイと対戦し、3-0の判定勝ち。

#### UFC世界王座獲得
2016年3月5日、UFC 196のUFC世界女子バンタム級タイトルマッチで王者のホリー・ホルムに挑戦。5Rにリアネイキドチョークで一本勝ち。王座獲得に成功し、パフォーマンス・オブ・ザ・ナイトを受賞した。
2016年7月9日、UFC 200のUFC世界女子バンタム級タイトルマッチで女子バンタム級4位の挑戦者アマンダ・ヌネスと対戦し、リアネイキドチョークで1R一本負けを喫し王座陥落した。
2016年11月12日、UFC 205で女子バンタム級8位のラケル・ペニントンと対戦し、0-3の判定負け。試合後に引退を表明した。
2016年12月11日、サブミッション・アンダーグラウンド 2でジェシカ・アイとグラップリングルールで対戦し勝利を収めた。
2018年11月7日、ONE Championshipと副社長として契約。またテイトはこの間に結婚して2人の子供を儲けた。2021年に総合格闘技に復帰するためONE Championshipを辞職した。
2021年3月、UFCでは引退した選手が現役復帰をする場合、試合に出場する前に事前に6か月間ドーピング検査対象リストに入る必要があるが、UFCはテイトについてそういった可能性は低いとして約4か月間に短縮することを認めた。
2021年7月17日、4年8カ月ぶりの復帰戦となったUFC on ESPN: Makhachev vs. Moisésで女子バンタム級ランキング12位のマリオン・レノーと対戦し、パウンドで3RTKO勝ち。パフォーマンス・オブ・ザ・ナイトを受賞した。
2021年11月20日、UFC Fight Night: Vieira vs. Tateで女子バンタム級ランキング7位のケトレン・ヴィエラと対戦し、0-3の5R判定負け。
2022年7月16日、フライ級転向初戦となったUFC on ABC: Ortega vs. Rodríguezで女子フライ級ランキング3位のローレン・マーフィーと対戦し、0-3の判定負け。
2023年12月2日、UFC on ESPN: Dariush vs. Tsarukyanで女子バンタム級ランキング13位のジュリア・アビラと対戦し、リアネイキドチョークで3R一本勝ち。パフォーマンス・オブ・ザ・ナイトを受賞した。

## 人物・エピソード
- ネバダ州の山をハイキングしていたところ、腕を骨折している6歳の娘を抱えた母親と遭遇。見かねたテイトは母親に代わって娘を抱えて約4キロ先の山のふもとまで下山した。このテイトの行為に感激した女児の家族は、テイトが自分の娘を抱えている写真をSNSに投稿し「UFCのファイターが我々家族を助けてくれた。謙虚な人だったな。感謝してもしきれないよ。ハイキングする時間を割いて手を貸してくれたんだ。本当にありがとう」と謝辞を並べた[5]。
- セレブリティ・ビッグ・ブラザーのシーズン3で優勝した。

## 戦績
| 総合格闘技 戦績 | 総合格闘技 戦績 | 総合格闘技 戦績 | 総合格闘技 戦績 | 総合格闘技 戦績 | 総合格闘技 戦績 | 総合格闘技 戦績 |
| --------------- | --------------- | --------------- | --------------- | --------------- | --------------- | --------------- |
| 30 試合         | (T)KO           | 一本            | 判定            | その他          | 引き分け        | 無効試合        |
| 20 勝           | 4               | 8               | 8               | 0               | 0               | 0               |
| 10 敗           | 2               | 3               | 5               | 0               | 0               | 0               |

| 勝敗 | 対戦相手                 | 試合結果                     | 大会名                                                                           | 開催年月日     |
| ×    | ヤナ・クニツカヤ         | 5分3R終了 判定0-3            | UFC on ESPN 66: Sandhagen vs. Figueiredo                                         | 2025年5月3日   |
| ○    | ジュリア・アビラ         | 3R 1:15 リアネイキドチョーク | UFC on ESPN 52: Dariush vs. Tsarukyan                                            | 2023年12月2日  |
| ×    | ローレン・マーフィー     | 5分3R終了 判定0-3            | UFC on ABC 3: Ortega vs. Rodríguez                                               | 2022年7月16日  |
| ×    | ケトレン・ヴィエラ       | 5分5R終了 判定0-3            | UFC Fight Night: Vieira vs. Tate                                                 | 2021年11月20日 |
| ○    | マリオン・レノー         | 3R 1:53 TKO（パウンド）      | UFC on ESPN 26: Makhachev vs. Moisés                                             | 2021年7月17日  |
| ×    | ラケル・ペニントン       | 5分3R終了 判定0-3            | UFC 205: Alvarez vs. McGregor                                                    | 2016年11月12日 |
| ×    | アマンダ・ヌネス         | 1R 3:16 リアネイキドチョーク | UFC 200: Tate vs. Nunes 【UFC世界女子バンタム級タイトルマッチ】                  | 2016年7月9日   |
| ○    | ホリー・ホルム           | 5R 3:30 リアネイキドチョーク | UFC 196: McGregor vs. Diaz 【UFC世界女子バンタム級タイトルマッチ】               | 2016年3月5日   |
| ○    | ジェシカ・アイ           | 5分3R終了 判定3-0            | UFC on FOX 16: Dillashaw vs. Barao 2                                             | 2015年7月25日  |
| ○    | サラ・マクマン           | 5分3R終了 判定2-0            | UFC 183: Silva vs. Diaz                                                          | 2015年1月31日  |
| ○    | 中井りん                 | 5分3R終了 判定3-0            | UFC Fight Night: Hunt vs. Nelson                                                 | 2014年9月20日  |
| ○    | リズ・カムーシュ         | 5分3R終了 判定3-0            | UFC on FOX 11: Werdum vs. Browne                                                 | 2014年4月19日  |
| ×    | ロンダ・ラウジー         | 3R 0:58 腕ひしぎ十字固め     | UFC 168: Weidman vs. Silva 2 【UFC世界女子バンタム級タイトルマッチ】             | 2013年12月28日 |
| ×    | キャット・ジンガノ       | 3R 2:55 TKO（膝蹴り→肘打ち） | The Ultimate Fighter 17 Finale                                                   | 2013年4月13日  |
| ○    | ジュリー・ケッジー       | 3R 3:28 腕ひしぎ十字固め     | Strikeforce: Rousey vs. Kaufman                                                  | 2012年8月18日  |
| ×    | ロンダ・ラウジー         | 1R 4:27 腕ひしぎ十字固め     | Strikeforce: Tate vs. Rousey 【Strikeforce世界女子バンタム級タイトルマッチ】     | 2012年3月3日   |
| ○    | マルース・クーネン       | 4R 3:03 肩固め               | Strikeforce: Fedor vs. Henderson 【Strikeforce世界女子バンタム級タイトルマッチ】 | 2011年7月30日  |
| ○    | 赤野仁美                 | 3分3R終了 判定3-0            | Strikeforce Challengers 10 【女子ウェルター級トーナメント 決勝】                 | 2010年8月13日  |
| ○    | マイユ・クヤラ           | 3分2R終了 判定3-0            | Strikeforce Challengers 10 【女子ウェルター級トーナメント 1回戦】                | 2010年8月13日  |
| ○    | ゾイラ・フラウスト       | 2R 4:09 腕ひしぎ十字固め     | Strikeforce Challengers 7                                                        | 2010年3月26日  |
| ○    | ヴァレリー・クールボー   | 1R 4:45 腕ひしぎ十字固め     | Freestyle Cage Fighting 38                                                       | 2010年1月16日  |
| ○    | サラ・オリザ             | 2R 0:08 KO（ハイキック）     | CageSport MMA                                                                    | 2009年10月3日  |
| ×    | サラ・カフマン           | 3分3R終了 判定3-0            | ShoMMA: Strikeforce Challengers 1                                                | 2009年5月15日  |
| ○    | リズ・カリエロ           | 2R 2:48 肩固め               | Freestyle Cage Fighting 30 【FCF女子バンタム級タイトルマッチ】                   | 2009年4月4日   |
| ○    | ドラ・バティスト         | 1R 1:48 三角絞め             | Atlas Fights: USA vs. Brazil                                                     | 2009年2月21日  |
| ○    | ジェシカ・ベドナーク     | 1R 1:22 TKO（パンチ）        | Freestyle Cage Fighting 27                                                       | 2009年1月31日  |
| ○    | ジェイミー・リン         | 1R 2:21 TKO（パンチ）        | CageSport MMA                                                                    | 2008年11月29日 |
| ○    | エレーナ・マックスウェル | 3分3R終了 判定3-0            | Strikeforce: Melendez vs. Thomson                                                | 2008年6月27日  |
| ×    | ケイトリン・ヤング       | 1R 0:30 KO（ハイキック）     | HOOKnSHOOT: Bodog Fight Women's Tournament 【女子バンタム級トーナメント 準決勝】 | 2007年11月24日 |
| ○    | ジャン・フィニー         | 3分4R終了 判定               | HOOKnSHOOT: Bodog Fight Women's Tournament 【女子バンタム級トーナメント 1回戦】  | 2007年11月24日 |

## 獲得タイトル
- FCF女子バンタム級王座（2009年）
- Strikeforce女子バンタム級トーナメント 優勝（2010年）
- 第3代Strikeforce女子バンタム級王座（2011年）
- 第3代UFC世界女子バンタム級王座（2016年）

## 表彰
- UFC ファイト・オブ・ザ・ナイト（2回）
- UFC パフォーマンス・オブ・ザ・ナイト（3回）
- World MMA Awards
  - フィメール・ファイター・オブ・ザ・イヤー（2011年）
  - カムバック・オブ・ザ・イヤー（2016年/ホリー・ホルム戦）